# Taborkirche (Berlin-Kreuzberg)

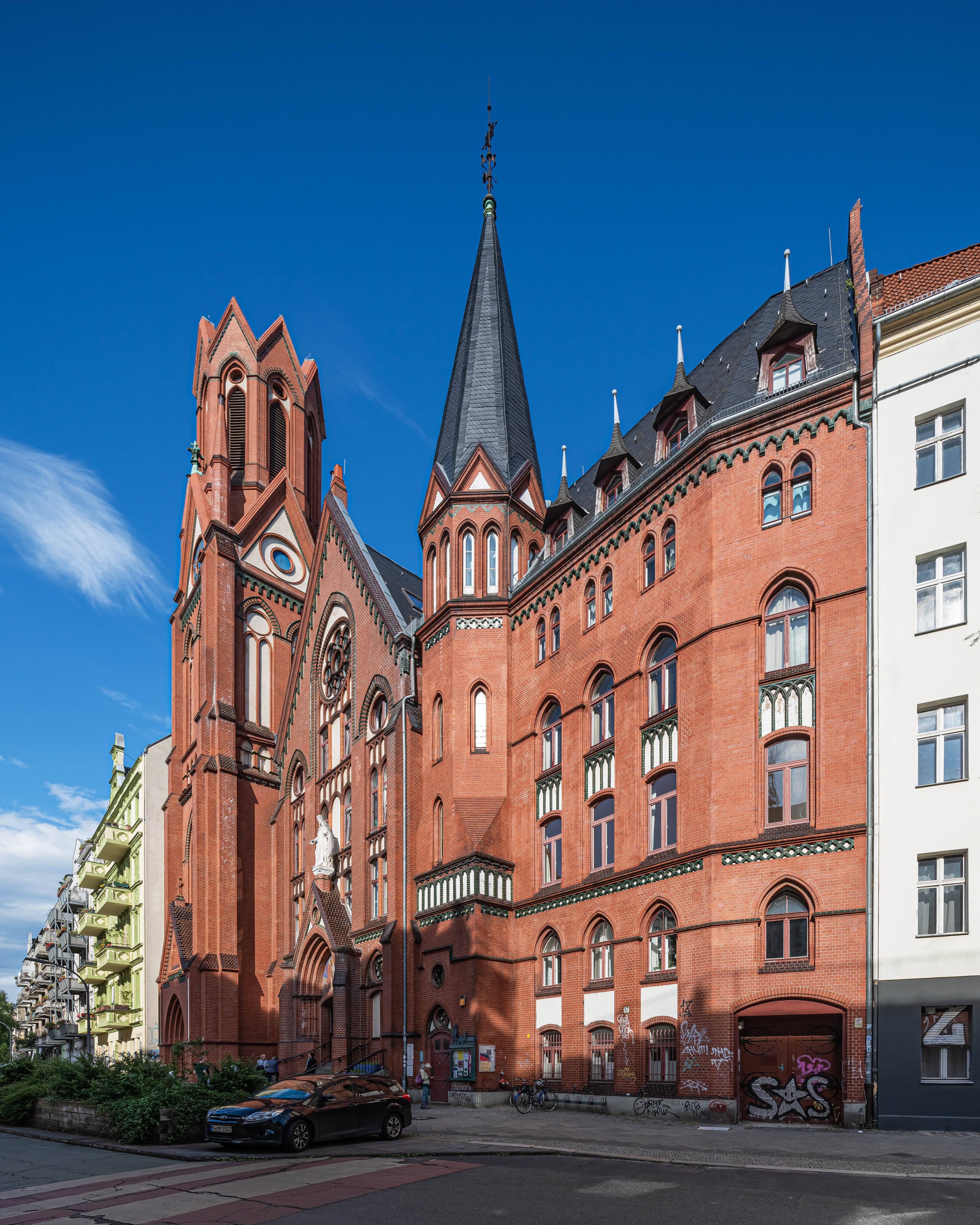
Taborkirche, 2024

Die evangelische Tabor-Kirche im Berliner Ortsteil Kreuzberg des Bezirks Friedrichshain-Kreuzberg wurde in den Jahren 1903–1905 zusammen mit Gemeinde- und Pfarrhaus nach Plänen von Dombaumeister Ernst Schwartzkopff errichtet. Die Kirche steht unter Denkmalschutz. Die Gemeinde der Taborkirche gehört zum Kirchenkreis Berlin Stadtmitte (KKBS) der Evangelischen Kirche Berlin-Brandenburg-schlesische Oberlausitz (EKBO).

## Geschichte

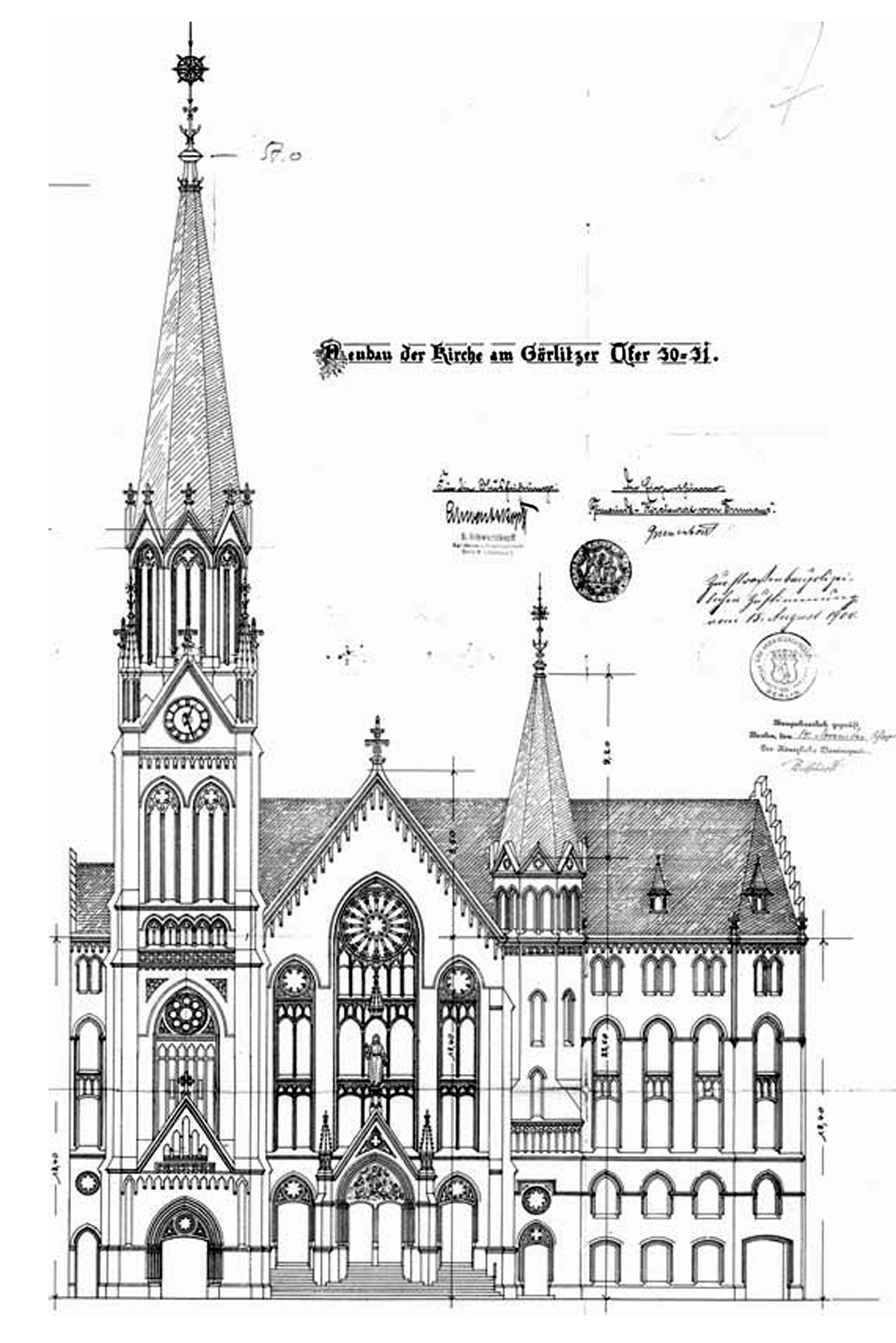
Ansichtszeichnung

Die Petrikirche ist die älteste Kirche des Kirchenkreises Kölln-Stadt, dem auch die Tabor-Gemeinde angehört. Von der Petri-Gemeinde zweigte sich 1694 die Sebastians-Gemeinde ab, die seit 1862 Luisenstadt-Gemeinde hieß. Von dieser wiederum wurde die St.-Jacobi-Gemeinde abgeteilt, und von dieser dann die St.-Thomas-Gemeinde. Aufgrund des Bevölkerungswachstums in Berlin wurden weitere Kirchengemeinden gegründet. Die Emmaus-Gemeinde entstand durch Abtrennung von der St.-Thomas-Gemeinde. In den folgenden Jahren wurde die Emmaus-Gemeinde in vier Bezirke unterteilt: Emmaus-Mitte (weiterhin Emmaus), Emmaus-Süd (1904: Martha-Gemeinde), Emmaus-Nord (1905: Tabor-Gemeinde), Emmaus-West (1911: Ölberg-Gemeinde). Für 168.000 Mark erwarb die Berliner Stadtsynode das Grundstück Görlitzer Ufer 30/31 (später: Taborstraße 17). Für die Kirche wurden 330.000 Mark (kaufkraftbereinigt in heutiger Währung: rund 2,6 Millionen Euro), für das Gemeindehaus 63.000 Mark ausgegeben.
Die Taborkirche wurde von 1903 bis 1905 unter Bauherrschaft der Emmaus-Gemeinde erbaut. Entwurf und Bauleitung übernahm Dombaumeister Ernst Schwartzkopff, nach dessen Tod (1904) übernahm der Architekt Adolf Bürckner das Projekt. Die Grundsteinlegung erfolgte am 1. Juni 1903. Am 20. Dezember 1905 wurde die Kirche mit einem Festgottesdienst in Anwesenheit von Kaiser Wilhelm II. und Kaiserin Auguste-Viktoria eingeweiht. Damals zählte die Tabor-Gemeinde 22.695 Gläubige. Das Umpfarrungsdekret vom Dezember 1905 machte sie am 1. Februar 1906 dann zur selbstständigen Gemeinde.
Das Kirchengebäude war nach Ende des Zweiten Weltkriegs nur wenig beschädigt, der Innenraum fast vollständig erhalten. Bereits am 6. Mai 1945 fand der erste Gottesdienst statt. Zunächst wurden die größten Schäden am Dach provisorisch beseitigt. Allerdings wurde erst im September 1958 die vollständige Instandsetzung der Kirche gefeiert. Der ehemals 71 Meter hohe Kirchturm hat über der oberen oktogonalen Glockenstube seit 1945 keinen Helm mehr. Dieser musste nach einem alliierten Bombenangriff wegen Beschädigung abgetragen werden.

## Gebäude

### Außen
Der mit roten Ziegeln verblendete Mauerwerksbau ist in Stilelementen der märkischen Backsteingotik des 14. Jahrhunderts ausgeführt. Die asymmetrische Fassade, mit Putz-Blenden und einem übergiebelten Mittelteil versehen, wird von einem hohen Glockenturm und einem kleineren Treppenturm flankiert. Unmittelbar an die Kirche grenzen Wohnhäuser. Vom ursprünglich dreiteiligen Haupteingang, der über eine Freitreppe zu erreichen ist, wurden die seitlichen Portale zugemauert. Von der ehemaligen Portalvorhalle wurden zwei Räume abgetrennt.
Die Straßenfassade zeigt Kunst am Bau, die im Wesentlichen erhalten ist. Die Ansichtszeichnung von Schwartzkopff weicht in einigen Details von der tatsächlichen Bauausführung ab. Anstelle eines großen vielblättrigen Rosettenfensters wurde ein Achtpass mit zentralem Kreis ausgeführt.
Über dem Hauptportal befindet sich als dekoratives Element ein Mosaik mit dem Thema Verklärung Christi am Berg Tabor, das die Namensgebung der Kirche verdeutlicht. Auf der Spitze des Giebelfelds befindet sich ein segnender Christus, vom Bildhauer Julius Wucherer geschaffen. Die darüberliegenden Geschosse des Gemeindehauses werden nach erfolgtem Dachausbau als Wohnungen und Büros genutzt.

### Innen
Der Kircheninnenraum ist geprägt durch ein zentrales Sterngewölbe mit kreisrundem Oberlicht. Die ursprünglichen Farbverglasungen der fünf großen Altarfenster in der Apsis wurden gegen Ende des Zweiten Weltkriegs zerstört. Sie zeigten unter anderem die Verklärung Jesu auf dem Berg Tabor. Die Wandmalereien in den beiden seitlichen Emporen sind dagegen erhalten. Ein Bild von den Jüngern auf dem Weg nach Emmaus veranschaulicht die Zusammengehörigkeit mit der Muttergemeinde.
Nach dem Ersten Weltkrieg wurden vier große, vom Bildhauer Rhades gestaltete Ehrentafeln für die mehr als 600 Gefallenen der Gemeinde unterhalb der Seitenemporen hinzugefügt, deren Inschriften nicht frei von der Verherrlichung des Kriegs sind. Im Gegensatz dazu schuf der Künstler Emil Stolterfoht nach dem Zweiten Weltkrieg ein Fenster im Kirchenvorraum, das die zerstörerische Gewalt von Kriegen deutlich macht.
Der Altar-Tisch aus rötlichem Sandstein besteht zwar noch in der ursprünglichen Substanz, allerdings ohne die beiden seitlichen Säulen aus schwarzem Serpentinstein. Das reich verzierte Altarretabel, ebenfalls aus rotem Sandstein, wurde entfernt und durch ein großes Holzkreuz ersetzt. Der hölzerne Schalldeckel der Kanzel wurde ebenfalls entfernt. Der Taufstein, ebenfalls aus schwarzem Serpentinstein, ist noch vorhanden. Eine Malerei mit Bezug auf das Tabor-Evangelium im Bogen der Apsis ging beim Umbau verloren.
Eine erneute Umgestaltung des Innenraums erfolgte 1992. Im Bereich unterhalb der Orgelempore wurde mittels einer Glaswand ein neuer, gut beheizbarer Raum abgetrennt, um nicht immer den gesamten Innenraum nutzen zu müssen. Die ersten Kirchenbänke wurden herausgenommen und durch mobile Bestuhlung ersetzt. Weil dort vor allem im Winter der Gottesdienst stattfinden sollte, lief zunächst das Projekt unter dem Namen Winterkirche. Es waren aber auch Veranstaltungen unterschiedlichster Art geplant. Nach einem Namenswettbewerb erhielt dieser Raum durch die Gemeinde den Namen Taborium, eine Zusammenziehung aus den Worten Tabor und Atrium. Die Innenumbauten des Kirchenraums wurden 1998 mit der Abtrennung des rechten Seitenschiffs durch eine Metallglaswand abgeschlossen. Dort entstanden zwei Räume für das Gemeinde- und Pfarrbüro.
Anfang 2008 wurde der Altarraum neu gestaltet. An der Wand hinter dem Altar wurde das in einer speziellen Technik angefertigte Strukturtafelbild Leuchtkreuz in der Nacht des Chemnitzer Holzkünstlers Ingo Andratschke aufgehängt. Der Untergrund ist aus Holz, aus dem die bildgebende Struktur herausgearbeitet wurde. Die Oberfläche erhielt so eine plastische Struktur. Um die Sicht auf das neue Altarbild nicht zu versperren, wurde das große Holzkreuz aus den 1960er Jahren durch ein kleineres ersetzt.

### Orgel
Die von der Berliner Orgelbauanstalt Gebrüder Dinse 1905 hergestellte Orgel ist heute noch intakt. Im Ersten Weltkrieg wurden die zinnernen Orgelpfeifen des Prospekts ausgebaut und zur Munitionsherstellung verwendet. Sie wurden erst 1922 ersetzt. In den 1960er Jahren wurde im Zuge der Neobarockisierung die Disposition verändert. Heute hat die Orgel 40 Register auf drei Manualen und Pedal und eine pneumatische Traktur. Sie ist eine von sehr wenigen erhaltenen Dinse-Orgeln im Raum Berlin.

### Glocken
Das bis heute vollständig erhaltene Dreiklanggeläut aus Gussstahlglocken wurde 1905 vom Bochumer Verein gegossen. Das Geläut in der Glockenstube mit quadratischem Grundriss (vier Meter Seitenlänge) kostete in der Herstellung samt Klöppeln, Lager, Achsen und Läutehebel 5.363 Mark (kaufkraftbereinigt in heutiger Währung: rund 41.400 Euro).
| Glocke | Schlagton | Gewicht | Durchmesser | Höhe    | Inschrift                         |
| ------ | --------- | ------- | ----------- | ------- | --------------------------------- |
| 1      | c′        | 1920 kg | 1673 mm     | 1480 mm | EIN FESTE BURG IST UNSER GOTT.    |
| 2      | es′       | 1230 kg | 1430 mm     | 1230 mm | DAS WORT SIE SOLLEN LASSEN STAHN. |
| 3      | ges′      | 0850 kg | 1260 mm     | 0850 mm | DAS REICH MUSS UNS DOCH BLEIBEN.  |

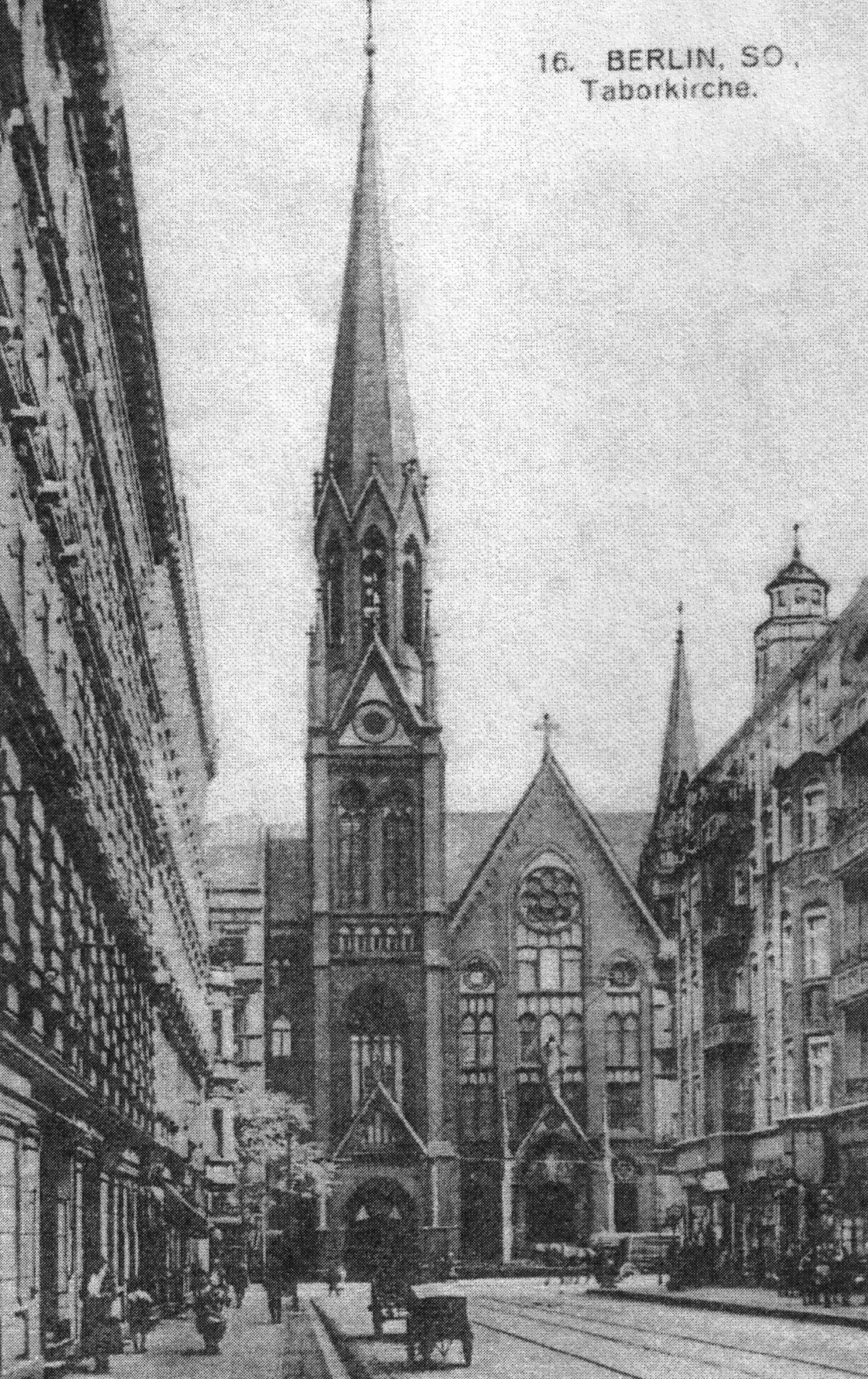
Kirche 1905
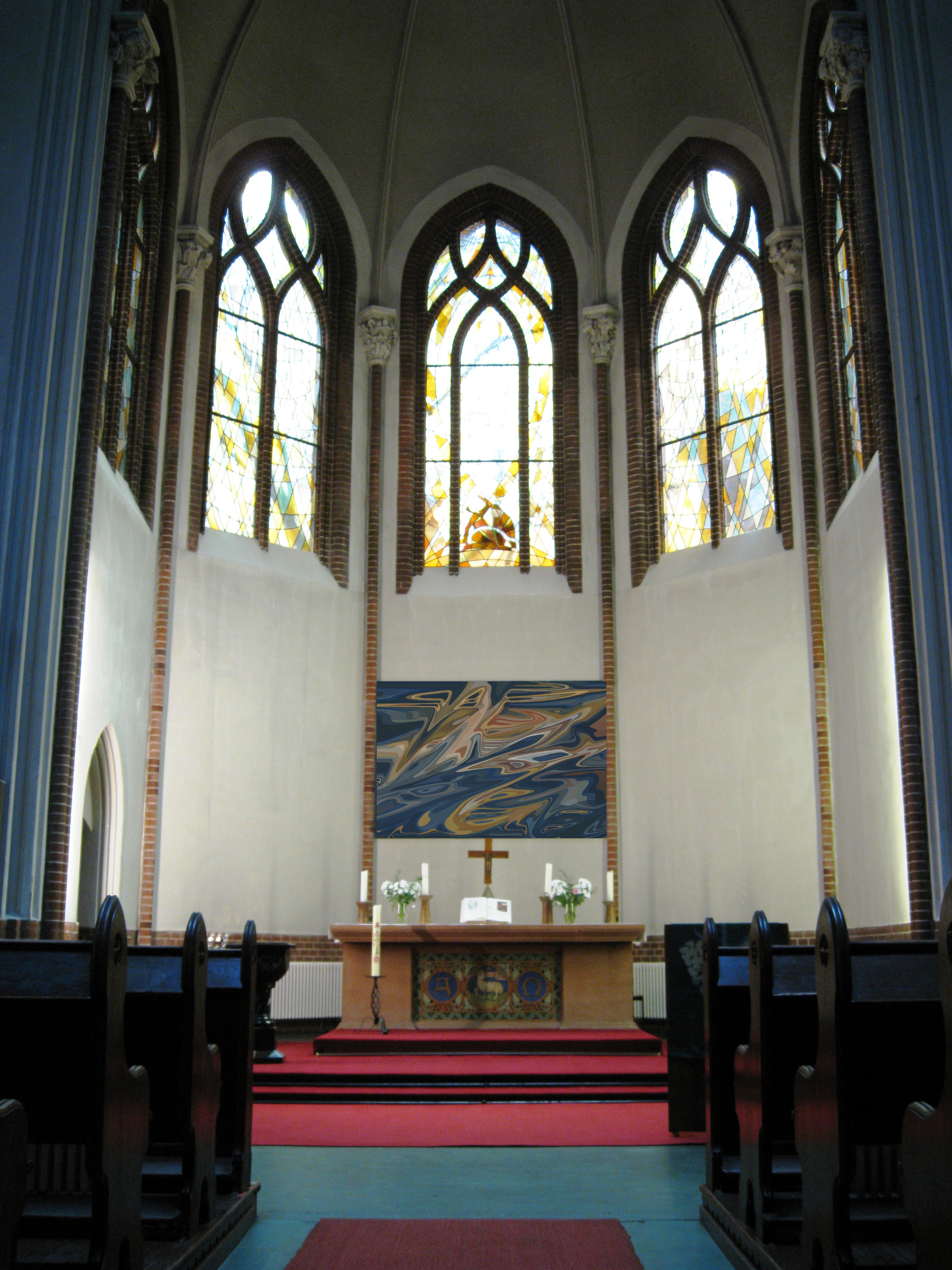
Altar und Apsis
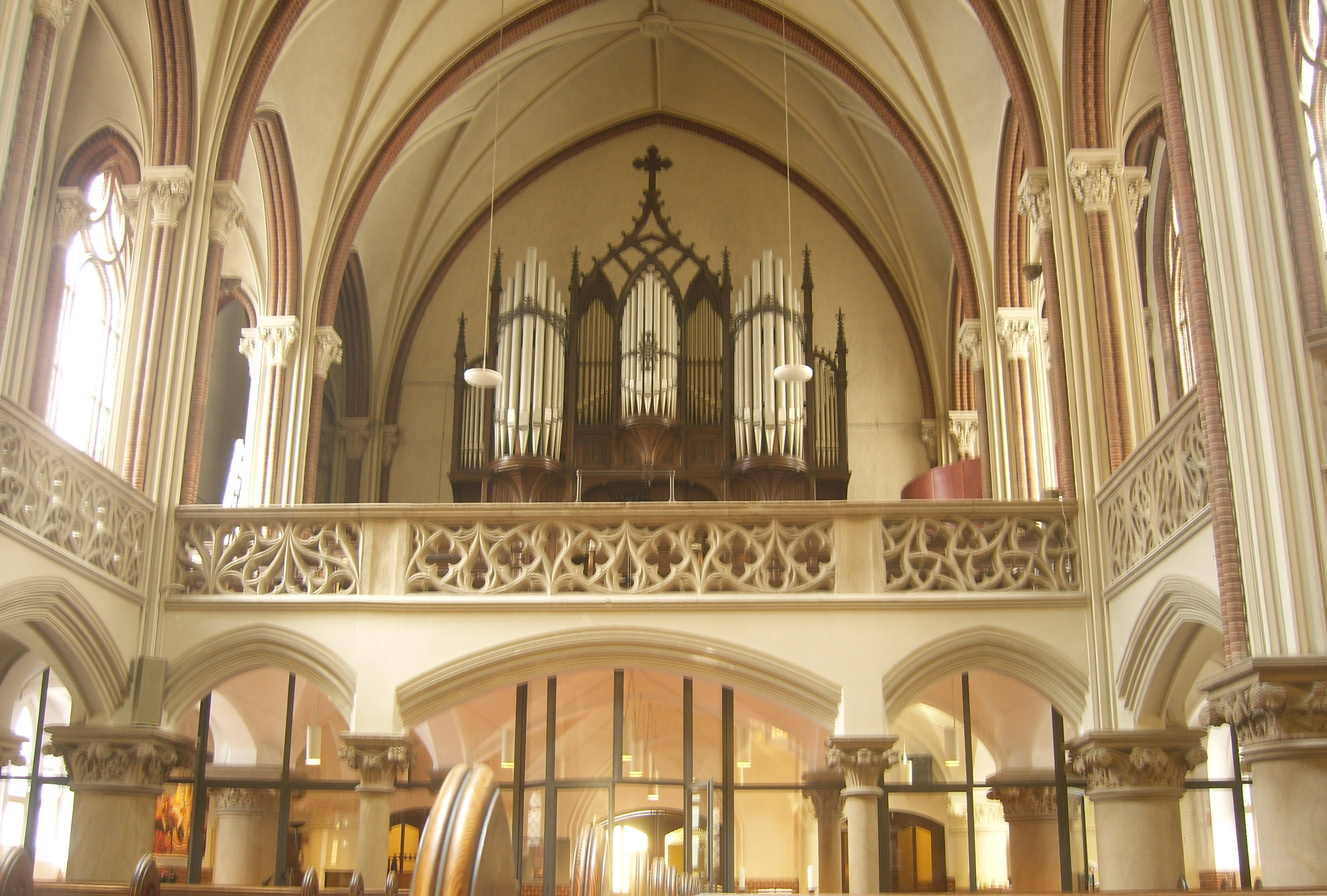
Blick zur Orgel
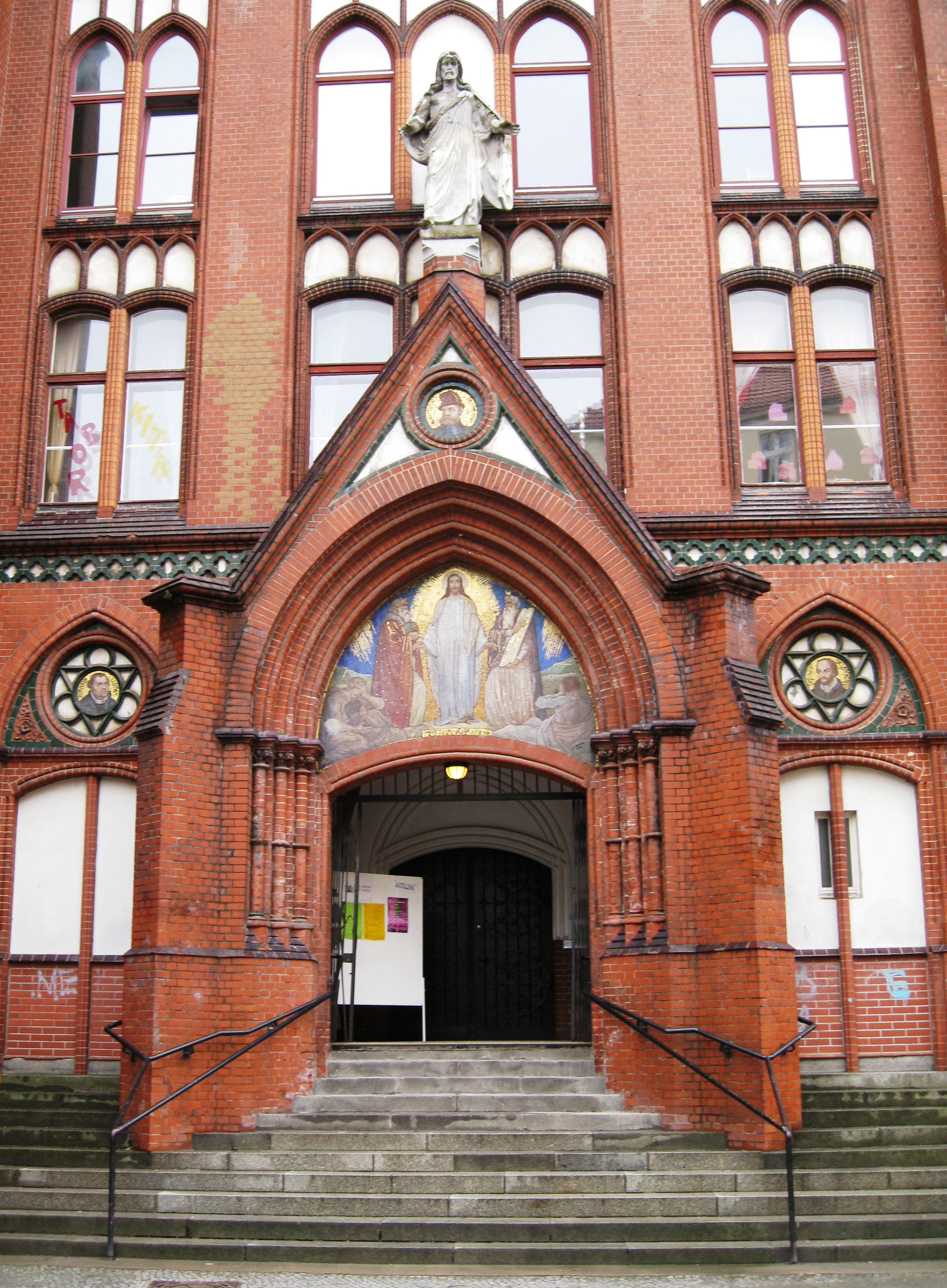
Haupteingang